# 이세 철도 이세선
이세 철도 이세 선(일본어: 伊勢鉄道伊勢線)은 이세 철도의 유일한 철도 노선이다. 일본 미에현 욧카이치시에 위치한 가와라다역과 쓰시에 위치한 쓰역을 잇는다.

## 역사
- 1973년 9월 1일: 일본국유철도(일본국철) 이세 선으로서 개통.
- 1987년 3월 27일: 일본국철 이세 선이 폐지됨, 이세 철도로 이관. 이세우에노 역이 영업 개시.
- 1991년 3월 16일: 도쿠다역이 영업 개시.
- 1993년
  - 3월 7일: 가와라다 ~ 다마가키 구간이 복선화됨.
  - 7월 4일: 다마가키 ~ 나카세코 구간이 복선화됨.
- 2008년 8월 1일: 역번호 도입.

## 차량
- 이세III형(ja)
- JR도카이 키하 85계(JR도카이 특급 열차 전용, ja)

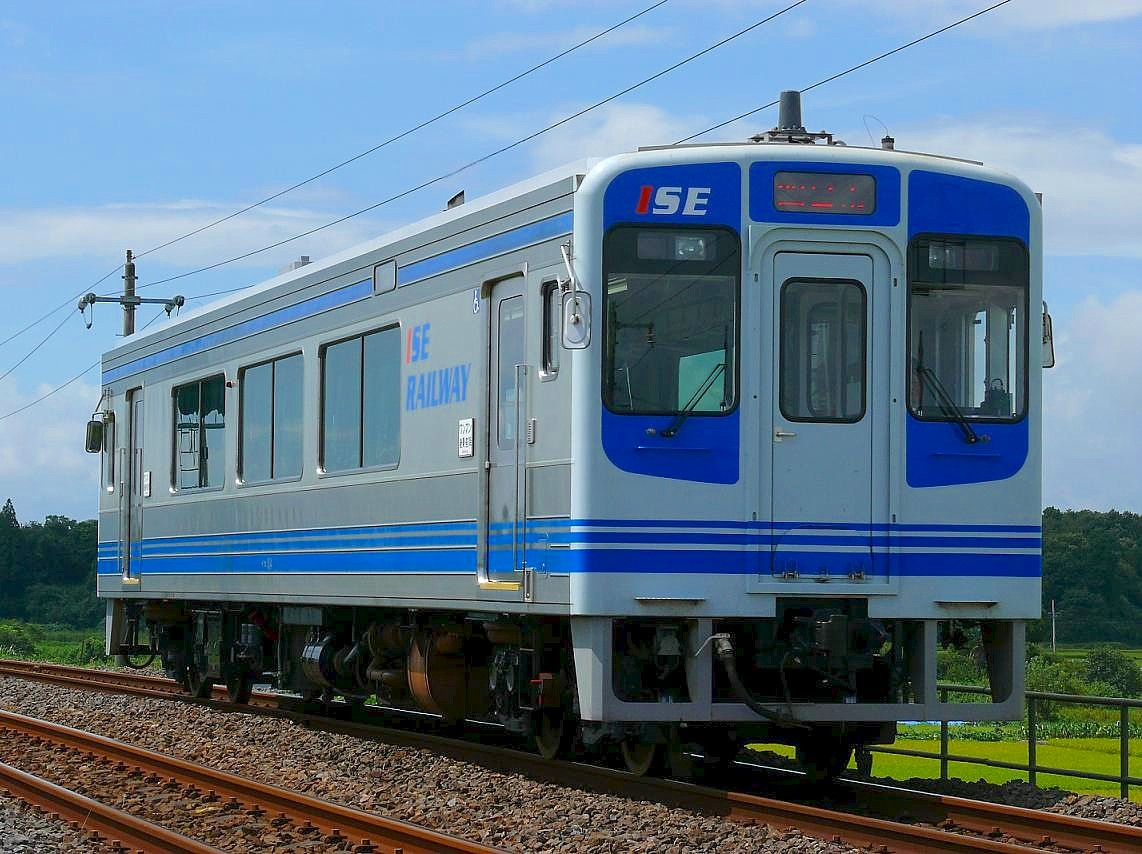
이세III형
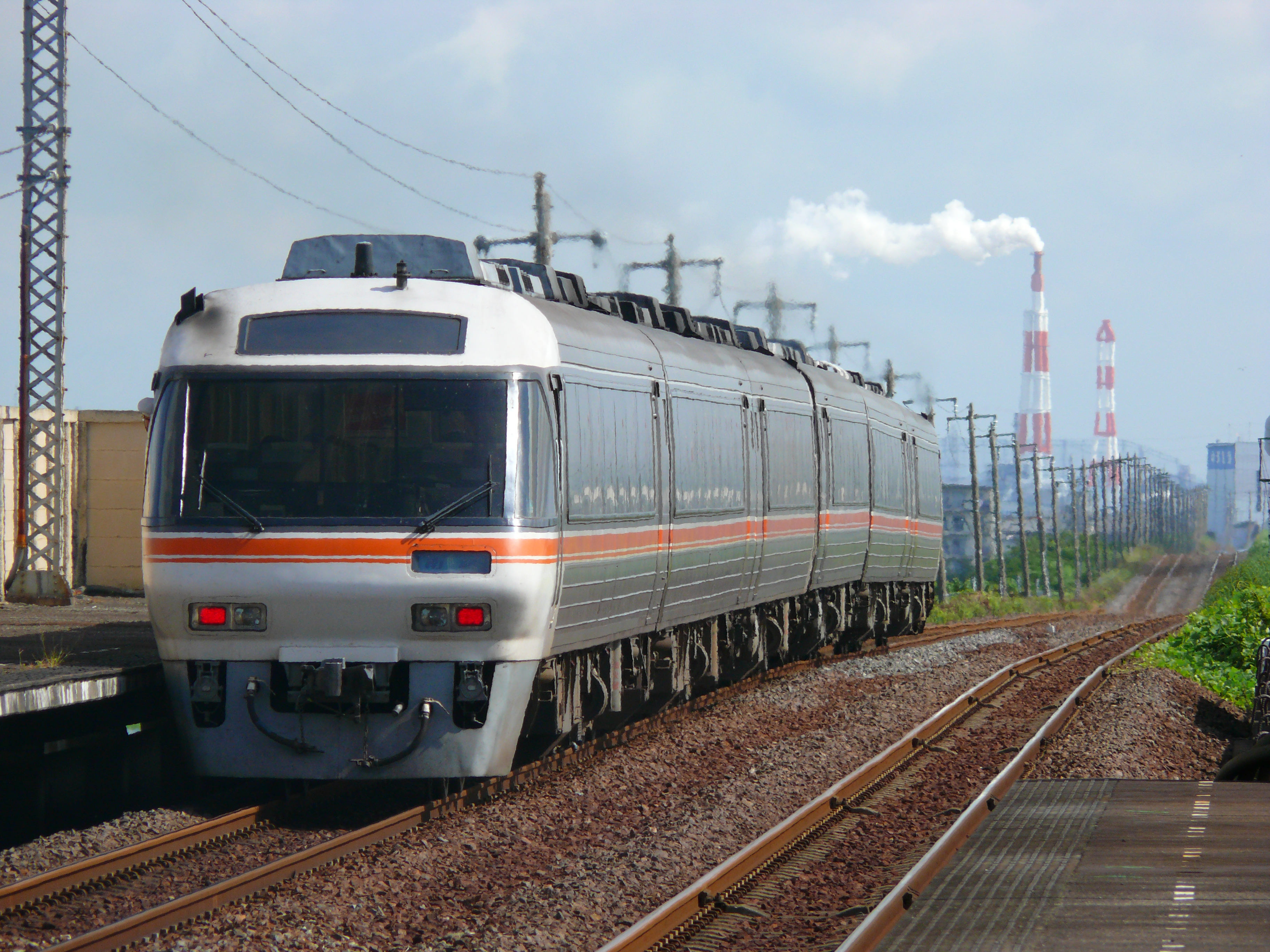
JR도카이 키하 85계

## 역 목록
- 전 구간이 미에현에 위치한다.
- '☆'로 나타낸 구간은 도카이 여객철도(JR도카이) 간사이 본선임.

| 노선명            | 역 번호          | 역 이름            | 일본어 이름 | 영업 거리 (km) | 접속 노선                            | 소재지     |
| ----------------- | ---------------- | ------------------ | ----------- | -------------- | ------------------------------------ | ---------- |
| ☆                 | (1)              | 욧카이치           | 四日市      | -6.9           | 간사이 본선(나고야 방면)             | 욧카이치시 |
| ☆                 | (2)              | 미나미욧카이치     | 南四日市    | -3.7           |                                      | 욧카이치시 |
| ☆                 | 3                | 가와라다           | 河原田      | 0.0            | 간사이 본선(가메야마 방면)           | 욧카이치시 |
| 이세 철도 이세 선 | 3                | 가와라다           | 河原田      | 0.0            | 간사이 본선(가메야마 방면)           | 욧카이치시 |
| 4                 | 스즈카           | 鈴鹿               | 3.8         |                | 스즈카시                             |            |
| 5                 | 다마가키         | 玉垣               | 7.0         |                | 스즈카시                             |            |
| 6                 | 스즈카 서킷 이노 | 鈴鹿サーキット稲生 | 9.1         |                | 스즈카시                             |            |
| 7                 | 도쿠다           | 徳田               | 11.1        |                | 스즈카시                             |            |
| 8                 | 나카세코         | 中瀬古             | 12.7        |                | 스즈카시                             |            |
| 9                 | 이세우에노       | 伊勢上野           | 14.0        | 쓰시           |                                      |            |
| 10                | 가와게           | 河芸               | 16.4        | 쓰시           |                                      |            |
| 11                | 히가시이신덴     | 東一身田           | 19.4        | 쓰시           |                                      |            |
| 12                | 쓰               | 津                 | 22.3        | 쓰시           | 기세이 본선 긴키 닛폰 철도 나고야 선 |            |

## 같이 보기
- 일본의 철도 회사 목록